# Togoische Basketballnationalmannschaft der Damen
Die togoische Basketballnationalmannschaft der Damen ist die Auswahl togoischer Basketballspielerinnen, welche die Fédération Togolaise de Basket-Ball auf internationaler Ebene, beispielsweise in Freundschaftsspielen gegen die Auswahlmannschaften anderer nationaler Verbände, aber auch bei internationalen Wettbewerben repräsentiert. Größter Erfolg war der dritte Platz bei der Afrikameisterschaft 1977. 1963 trat der nationale Verband dem Weltverband Fédération Internationale de Basketball (FIBA) bei. Im Juni 2014 wurde die Mannschaft nicht in der Weltrangliste der Frauen geführt.

## Internationale Wettbewerbe

### Togo bei Weltmeisterschaften
Die Mannschaft konnte sich bisher nicht für eine Weltmeisterschaft qualifizieren.

### Togo bei Olympischen Spielen
Bisher gelang es der Mannschaft nicht, sich für die olympischen Basketballwettbewerbe zu qualifizieren.

### Togo bei Afrikameisterschaften
Die Mannschaft kann bisher vier Teilnahmen an der Afrikameisterschaft vorweisen:
| - 1966: nicht qualifiziert - 1968: nicht qualifiziert - 1970: 6. Platz - 1974: 4. Platz - 1977: 3. Platz - 1979: nicht qualifiziert - 1981: nicht qualifiziert - 1983: nicht qualifiziert - 1984: nicht qualifiziert - 1986: nicht qualifiziert - 1990: nicht qualifiziert | - 1993: nicht qualifiziert - 1994: nicht qualifiziert - 1997: nicht qualifiziert - 2000: nicht qualifiziert - 2003: nicht qualifiziert - 2005: 10. Platz - 2007: nicht qualifiziert - 2009: nicht qualifiziert - 2011: nicht qualifiziert - 2013: nicht qualifiziert |

### Togo bei den Afrikaspielen
Die Damen-Basketballnationalmannschaft Togos nahm bisher einmal an den Wettbewerben der Afrikaspiele teil. Im Jahr 1973 kam das Nationalteam bei den Spielen auf den siebten Platz.